# Louis Léger Combret de Marcillac
Louis Léger Combret de Marcillac est un homme politique français né en Limousin, à Gimel, probablement le 3 août, baptisé le 18 août 1789, et mort le 13 juin 1865 en Belgique à Ixelles,.

## Biographie
Dans son acte de baptême il est déclaré de parents non connus. L'acte de baptême est signé par deux témoins. Il n'est reconnu par son père, Arnaud Combret de Marcillac, gendarme du roi, marié à Louise de Villatelle en 1779. Arnaud de Combret de Marcillac, après avoir hésité entre resté en France ou émigrer. Resté en France, il est élu au corps législatif par le sénat conservateur le 31 décembre 1806 pour le département de la Corrèze. Il entre en fonction le 17 février 1807. Il est réélu le 31 décembre 1808. Sa fin de fonction législative date du 31 décembre 1811. C'est probablement en 1811 qu'il achète le château de Mellet à Beauregard-de-Terrasson. Louise de Villatelle est morte en 1795, sans descendance légitime.
Louis Léger Combret de Marcillac est reconnu par son père, Arnaud Combret de Marcillac, par jugement du tribunal de première instance de Tulle le 18 août 1810. Il existe peu de documents sur l'enfance, l'adolescence et la formation de Louis Léger Combret de Marcillac avant 1813. Étant médecin généraliste, on peut soupçonner qu'il a suivi un cursus universitaire, mais il n'a pas été inscrit dans la liste départementale des médecins périgourdins.
Il a choisi de s'intéresser à la vie politique. Il commence à une date difficile à préciser. Il est probablement d'abord maire de Beauregard-de-Terrasson où il réside au château de Mellet. Cette fonction est difficile à préciser car les recensements nominatifs sur Beauregard-de-Terrasson n'existent pas avant 1836 comme ceux de la gestion de la commune avant 1820. Un document permet de savoir qu'il est maire de Beauregard-de-Terrasson en 1827-1828. Un autre document provenant de la préfecture de la Dordogne, le 26 octobre 1832, le proposant à la légion d'honneur précise « il est maire depuis la grande époque du recouvrement de nos droits ». La Révolution de juillet 1830 a permis une ascension sociale probablement grâce à l'appui de ses relations. Il s'était marié le 13 mai 1813 avec Virginie Héloïse Gonzagues Apprédéris (1794-1875). La grand-mère de son épouse était Madame Marie Claire de Staal, comtesse de Ferino (Cravanche, 10 décembre 1749-Périgueux, 1er avril 1832), mariée en secondes noces, en 1794, avec Pierre Marie Barthélemy, comte de Ferino et de l'Empire, général de la Révolution, sénateur impérial. Cette Révolution a entraîné un changement du personnel politique avec le départ des légitimistes. Il est nommé au conseil général de la Dordogne alors que Henry François Athanase Wlgrin de Taillefer est écarté.
Il est nommé par le gouvernement maire de Périgueux le 19 septembre 1830, conseiller général. Il se présente à la députation en 1831 mais n'est pas élu. Il centre alors son activité politique sur Périgueux. Sous son administration sont créés la place Francheville et le réseau d'adduction d'eau sous la maîtrise d'œuvre de l'architecte Louis Catoire. Il habite d'abord rue de la Cité, puis, à partir de 1834, dans la maison de la place Francheville que lui a légué Madame de Staal, enfin, en 1846, rue du Lys, près de la préfecture. Il est député de la Dordogne en novembre 1837. La chambre est dissoute en 1839 mais il est réélu et reste député jusqu'en 1843, siégeant dans la majorité soutenant la monarchie de Juillet. Il mène un train de vie dépensier. L'état des liquidations et attributions entre créanciers montre qu'entre 1846 et 1849 il a emprunté 231 795 francs. Il doit, par exemple, 22 995 francs à l'architecte Louis Catoire.
Il démissionne en 1843 pour devenir préfet de la Dordogne. Considéré comme orléaniste, il est révoqué en 1848.
Étant très dépensier, sa propriété de Mellet est vendue en juin 1848 à son épouse pour 123 000 francs pour rembourser une partie de ses dettes. Il doit fuir le fisc français et ses créanciers. Il vit d'abord à Paris grâce aux subsides que lui envoie son épouse. Il se réfugie en Belgique, à Bruxelles, après 1856 et meurt criblé de dettes à Ixelles, le 13 juin 1865. Ses restes ont été ramenés à Périgueux et inhumés dans le cimetière de l'Ouest avec d'autres maires de Périgueux. Son décès est annocé dans L'Écho de la Dordogne et de Vésone en janvier 1866.

## Distinction
- Chevalier de la Légion d'honneur, en avril 1835

## Famille
La famille Combret est originaire du Rouergue. Elle habitait Égletons quand elle perdit tous ses titres brûlés dans l'incendie qui a détruit la presque totalité de la ville le 20 juin 1711.
- Jean-Joseph Combret (1651-27 août 1719), seigneur de la Besserie, marié en 1706 avec Françoise de la Marjorie de Soursac, sœur du baron de Soursac-Durfort.
  - Pierre Combret (1708-1783)[8], seigneur de la Besserie, en Limousin, un des cent gendarmes de la garde du roi, chevalier de Saint-Louis, marié le 10 février 1749 à Marie-Anne Morin d'Arfeuille, sœur du comte d'Arfeuille
    - Arnaud Combret de Marcillac (1751-1829), gendarme du roi, marié en 1779 à Louis de Villatelle (†1795), sans descendance légitime par ce mariage.
      - Louis Léger Combret de Marcillac (1789-1865), né de parents non connus, reconnu par son père en 1810, marié en 1813 à Virginie Héloïse Gonzagues Apprédéris (1794-1875), fille de Louis Léopold de Gonzagues Apprédéris (†1817) et d'Anne Madeleine de Lentilhac, elle-même fille de François Bertrand de Lentilhac (1734-1795) et de Marie-Claire de Staal (1749-1832), mariée en secondes noces en 1794 à Pierre Marie Barthélemy, comte de Ferino et de l'Empire, gouverneur d'Anvers.
        - Marie-Claire Isaure Combret de Marcillac (1817-1840)
        - Pierre-Eugène Combret de Marcillac (1820-1838)
        - Raymond-Alfred Combret de Marcillac (1820-1846)
        - Marcellin Antoine François Christophe Combret de Marcillac (1826-1900), avocat n'ayant jamais plaidé, marié en 1862 à Paule Marie Marguerite Lemasurier (1840-1929)
          - André Marc Paul Combret de Marcillac (Saint-James, 1866-Brive-la-Gaillarde, 1937), propriétaire du château de Mellet et de son domaine, il a mené une action importante comme syndicaliste et mutualiste agricole. Il s'est marié le 2 juin 1891 à Rennes avec Marie Zozime Henriette de Mellon (1869-1957)
            - Éliane Marie Henriette Combret de Marcillac (1893-1974), mariée en 1917 à Henri Sébastien Marie du Boishamon (1884-1965), colonel d'infanterie
              - Henri de Boishamon (1920- )
              - Éliane de Boishamon (1923- ) mariée en 1943 avec Hubert de Montfort (1919-1967)
              - Guénaël de Boishamon (1927- ) marié à Béatrix Maria Munoz-Galinal

            - Tiphaine Combret de Marcillac (1894-1910)